# Distretto di Sidhi
Il distretto di Sidhi è un distretto del Madhya Pradesh, in India, di 1 830 553 abitanti. È situato nella divisione di Rewa e il suo capoluogo è Sidhi.